# 宮窪橋夢公園
宮窪橋夢公園（みやくぼはしむこうえん）は、愛媛県今治市宮窪町余所国にある公園である。

## 概要
旧宮窪町余所国出身の女性の孫で、マレーシア人の銀行家、アズマン・ハシム（AM銀行会長）が祖母の故郷に貢献したいと私費を投じて建設し、今治市に寄贈した。今治市と2020年に協定を締結し、海岸沿いの旧余所国小学校跡地を活用して、約3年かけて建設した。2023年4月30日に開園式が行われた。
公園の名前は、しまなみ海道の橋が架かる島にあること、日本とマレーシアの架け橋という意味、それから寄付者のハシムのお名前の音に漢字を当て、「橋夢公園」と名付けられた。
公園の敷地面積は約2,374平方メートルで、石造りのステージや遊歩道などに大島石をふんだんに使っている。ハシムの意向で枯れ山水やあずまやも設け、日本庭園らしさを取り入れている。

## アクセス
- 瀬戸内海交通「余所国バス停」で下車して徒歩で約2分。